# Sanjeli (Staat)
Sanjeli war ein Fürstenstaat in Britisch-Indien mit zwölf Dörfern auf 87 km², der bis 1825–1924 als Teil der Rewa Kantha Agency verwaltet wurde. Danach wurde er Teil der Western India States Agency. Der Titel des rajputischen Herrschers, der als einer der wenigen Region keine Tribute an Baroda leistete, war Thakur. Das Ländchen, bis 1925 von den Briten als „Staat 5. Klasse“ eingeteilt, galt selbst für indische Verhältnisse als rückständig.

## Geschichte
Die Grundsteuer wurde nach Vermessungen 1867–1871 festgeschrieben, bis 1920 ein erneutes settlement stattfand. Die Volkszählung 1872 ergab 2532 Einwohner, hauptsächlich Bhil und 48 Muslime, von denen etwa 7000 Rs. Steuern abgeliefert wurden. Die Bevölkerung stieg bis 1891 auf 3751. Zwischen 1890 und 1901 nahm die Einwohnerzahl infolge der verheerenden Hungersnöte und den folgenden Epidemien um 27 % (~2700 Einw.) ab. Den Überlebenden der nun 32 Dörfer wurden 1903/4 13326 Rs. Steuern abgepresst, davon gingen 5384 Rs. an die Briten. Bis 1931 stieg die Einwohnerzahl auf 8083.
Der gleichnamige Hauptort liegt auf (23° 4′ N, 73° 58′ O), an der Straße von Pāli nach Jhālod. Bei der Gebietsreform 1943 (attachment scheme) erfolgte der Anschluss an Bāriya (= Baria). Der Staat trat am 10. Juni 1948 der indischen Union bei und wurde bei der Neuordnung der Bundesstaaten im Jahre 1960 Teil von Gujarat und ist heute Teil des Distrikts Dahod.
Dynastie
Die Familie, begründet von Satrāsalji, sind Rajputen aus der Songada Chohān-Linie die aus Merwar stammte. Sie beherrschten, seit mindestens 1159, zunächst von Rājpur, einem Dorf bei Kesarpur, den nördlichen Teil von Bāriya, bis 1789 der Herrscher von dem Fürsten Bāriyas erschlagen wurde. Sein volljährig gewordener Sohn, der Rache suchte, fiel ebenfalls in Kämpfen gegen Bāriya. Auf Vermittlung der Briten erhielt sein Sohn Jagatsingh 1804 die zwölf Dörfer Sanjelis auf Dauer.
Die lokale mündlich überlieferte Tradition nennt eine zwanzigköpfige Herrscherreihe zur vor-kolonialen Zeit: Thenamesare; Limdevji; Madesingh; Dharuji; Sultānsingh; Shārdulsingh; Bhimsingh; Khānsingh; Bhojrāji; Rāghavdās; Ashkaran; Surajmal; Limbji; Jagrupsingh; Anupsingh; Umedsingh; Dolatsingh; Devisingh; Surajmal; Bhimsingh; Jagatsingh († ?1858); Pratāpsingh (= Pertabsingh) *1847, adoptiert, reg. 1858–1902; Pushpasinghji Pratāpsinghj * 11. Dez. 1892, reg. ab 1902, abgedankt 1948.